# Абдери

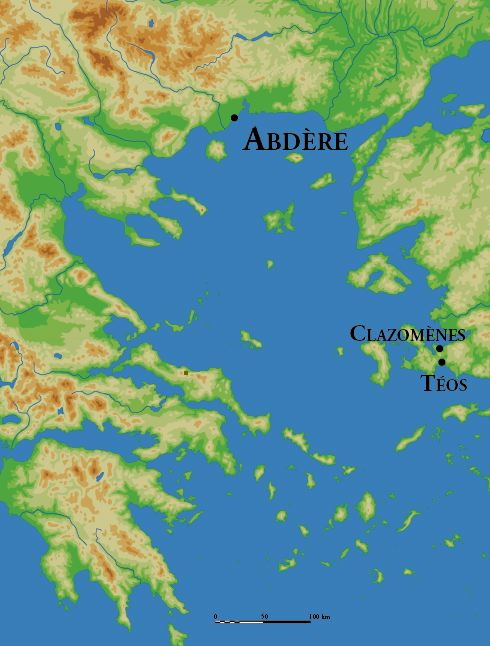
Абдери на мапі

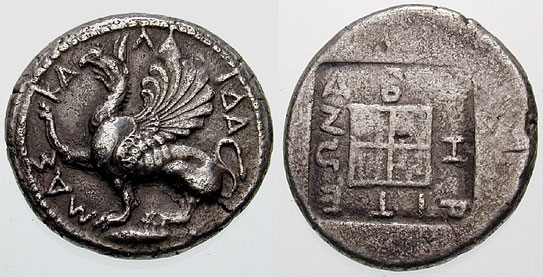
Абдерська монета

Абдери (Абдера, Абдер, грец. Ἄβδηρα) — давньогрецьке місто у Фракії, на схід від гирла річки Нестос, що впадає в Егейське море поблизу сучасного грецького міста Авдіра. Мешканці стародавнього міста називались абдеритами.

## Історія
За переказами, місто було побудоване Гераклом в пам'ять про Абдера, його супутника, якого розтерзали коні Діомеда.
Засноване близько 7 століття до н. е. вихідцями з міста Клазомена в Іонії. Невдовзі було знищене фракійцями, але близько 545 до н. е. відбудований жителями сусіднього з Клазоменами Теоса, що переселились сюди всім містом, не бажаючи залишатися під владою персів. Абдери стали членом Афінського морського союзу. Їх статки засновувалися головним чином на експорті зерна і торгівлі з фракійцями. Після втрати Афінами своєї головної ролі жителям Абдер довелося самостійно відбиватися від нападів сусідів і в 376 до н. е. вони зазнали поразки від фракійського племені трибалів. 25 років після того місто було захоплене Македонією, втратило незалежність і перестало карбувати монети. Однак місто продовжувало існувати в римську та візантійську епохи, і його руїни вдалося ідентифікувати.
Абдера відома як батьківщина трьох філософів, що жили в період найбільшого розквіту міста, в 5 столітті до н. е. Це Левкіпп, Демокріт, засновники атомістичної філософії, і великий софіст Протагор, головний персонаж названого за його іменем діалогу Платона.

## Відомі абдерці
- Левкіпп — близько 500 — 440 років до н. е.
- Демокріт — близько 460 — 370 років до н. е.
- Протагор — 481 — 373 роки до н. е.